# Pierfranco Pastore
Pierfranco Pastore (* 21. April 1927 in Varallo Sesia, Provinz Vercelli; † 30. August 2015 in Rom) war ein italienischer Geistlicher und Kurienbischof der römisch-katholischen Kirche.

## Leben
Pierfranco Pastore wurde in Varallo als Sohn von Giulio Pastore (1902–1969), Gründer und erster nationaler Sekretär des christlichen Gewerkschaftsbundes CISL, geboren. Am 25. Juni 1950 empfing Pastore in Novara durch den Bischof von Pavia, Carlo Allorio, das Sakrament der Priesterweihe für das Bistum Novara.
Pastore wirkte zunächst als Kaplan am Oratorium in Borgomanero, bevor er 1957 Kirchlicher Assistent der Jugendabteilung der Katholischen Aktion in Rom wurde. Daneben war er bei Radio Vatikan als Chefredakteur des Programms 4 Voci und bei Rai – Radiotelevisione Italiana als Berater für das religiöse Programm tätig. Von 1976 bis 1984 fungierte Pastore als Vizedirektor des Presseamts des Heiligen Stuhls.
Papst Johannes Paul II. bestellte ihn am 3. Dezember 1984 zum Sekretär der Päpstlichen Kommission für die sozialen Kommunikationsmittel (ab 1988: Päpstlicher Rat für die sozialen Kommunikationsmittel). Am 10. Juli 1984 verlieh ihm Johannes Paul II. den Ehrentitel Päpstlicher Ehrenkaplan und am 4. Januar 1986 den Ehrentitel Päpstlicher Ehrenprälat. Am 3. Dezember 1994 ernannte ihn Papst Johannes Paul II. zudem zum Titularbischof von Forontoniana. Die Bischofsweihe spendete ihm der Papst persönlich am 6. Januar 1995 im Petersdom; Mitkonsekratoren waren die Kurienerzbischöfe Giovanni Battista Re, Substitut des Staatssekretariats des Heiligen Stuhls, und Jorge María Mejía, Sekretär der Kongregation für die Bischöfe. Im Rahmen der Vorbereitungen für das Heilige Jahr 2000 leitete Pastore ab dem 16. März 1995 zusätzlich das Komitee für die Massenmedien. Außerdem gehörte er ab dem 12. Juni 1989 der Päpstlichen Kommission für Lateinamerika und ab dem 15. Mai 1997 dem Verwaltungsrat von Centro Televisivo Vaticano an.
Am 29. November 2003 nahm Papst Johannes Paul II. Pastores aus Altersgründen vorgebrachtes Rücktrittsgesuch vom Amt des Sekretärs des Päpstlichen Rates für die sozialen Kommunikationsmittel an. Anschließend lebte Pierfranco Pastore in der Casa Assistenti in Rom, dem Sitz der Katholischen Aktion, wo er im August 2015 starb. Er wurde auf dem kirchlichen Friedhof in Rima San Giuseppe beigesetzt.
Pierfranco Pastore erhielt am 27. November 1992 den Verdienstorden der Italienischen Republik (Großoffizier).